# Спицимеж
Спицимеж (пол. Spycimierz) — село в Польщі, у гміні Унеюв Поддембицького повіту Лодзинського воєводства.
Населення — 338 осіб (2011).
У 1975-1998 роках село належало до Конінського воєводства.

## Демографія
Демографічна структура станом на 31 березня 2011 року:
|          | Загалом | Допрацездатний вік | Працездатний вік | Постпрацездатний вік |
| -------- | ------- | ------------------ | ---------------- | -------------------- |
| Чоловіки | 171     | 38                 | 113              | 20                   |
| Жінки    | 167     | 28                 | 86               | 53                   |
| Разом    | 338     | 66                 | 199              | 73                   |